# Hans Hege (Mediziner)
Hans Hege (* 22. März 1924 in Berlin; † 6. März 2018) war ein deutscher Allgemeinarzt und ärztlicher Standespolitiker.

## Leben
Hans Hege wurde 1924 in Berlin-Charlottenburg geboren.
Ab 1946 studierte er Philosophie, dann Medizin in Frankfurt und Heidelberg. 1942 legte er das Not-Abitur am Humanistischen Lessing-Gymnasium in Frankfurt/Main ab und wurde zur Wehrmacht eingezogen. Er wurde an der Front in Russland als Infanterist eingesetzt, verwundet und erkrankte an Malaria. 1943 verzichtete er aus Gewissensgründen auf die inzwischen begonnene Offizierslaufbahn. Im Mai 1945 flüchtete er aus Libau auf dem Seeweg nach Schleswig-Holstein und wurde im Oktober aus englischer Kriegsgefangenschaft entlassen.
Im Sommersemester 1946 nahm er das Studium der Philosophie und der Ingenieurwissenschaft an der damaligen Technischen Hochschule Darmstadt auf, ab Wintersemester 1946 an der Medizinischen Fakultät der Universität Frankfurt/Main und Heidelberg das Medizinstudium. Sein Staatsexamen absolvierte er am 12. Juni 1951 an der Universität Heidelberg. Dort wurde er am 14. Juni 1951 bei Kurt Schneider, Ordinarius für Psychiatrie an der Universität Heidelberg, zum Dr. med. promoviert.
Danach absolvierte Hans Hege eine zweijährige Pflichtassistentenzeit an der Psychiatrischen Klinik der Universität Heidelberg, in der Abteilung für Innere Medizin, in der Gynäkologischen Abteilung am Rotkreuz-Krankenhaus in Frankfurt/Main und in einer Allgemeinarztpraxis in Biberbach bei Augsburg. Die Vollapprobation als Arzt erhielt er 1953. Von 1953 bis 1955 war er Baustellenarzt in Gulbahar/Afghanistan, von 1955 bis 1957 Klinikarzt in der Waldklinik Oerrel (Lüneburger Heide), 1957 bis 1958 wissenschaftlicher Assistent am Physiologischen Institut der Universität Heidelberg und bis 1961 Klinikarzt an der Medizinischen Klinik der Stadt Darmstadt.
Nach einer Tätigkeit als Leiter der Abteilung für klinische Prüfungen eines Pharmakonzerns ließ Hege sich 1965 Niederlassung als Praktischer Arzt (später Facharzt für Allgemeinmedizin) in München in München nieder.
Hans Hege war von 1976 bis 1980 Vorstandsmitglied der Kassenärztlichen Vereinigung Bayerns und von 1981 bis 1999 der Bayerischen Landesärztekammer (von 1991 bis 1999 als deren Präsident).

## Ehrungen
- Ehrenpräsident der Bayerischen Landesärztekammer (1999)
- Paracelsus-Medaille (2003)
- Ernst-von-Bergmann-Plakette (2004)
- Bayerischer Verdienstorden